# Tiquilia grandiflora
Tiquilia grandiflora là loài thực vật có hoa trong họ Mồ hôi. Loài này được (Phil.) A.T. Richardson miêu tả khoa học đầu tiên năm 1976.